# Danh sách đĩa nhạc của Colbie Caillat
Danh sách đĩa nhạc của nữ ca sĩ kiêm sáng tác người Mỹ Colbie Caillat bao gồm 4 album phòng thu, 7 đĩa mở rộng, 1 album biên tập, 14 đĩa đơn, 22 video ca nhạc và nhiều lần xuất hiện trong các album khác. Caillat đạt được danh tiếng nhờ vào trang mạng xã hội Myspace. Sau khi ký kết cùng hãng đĩa Universal Republic, cô phát hành album đầu tay vào tháng 7 năm 2007, Coco. Album đã bán ra 2,060,000 bản tại Hoa Kỳ và được chứng nhận 2x Bạch kim tại đó. Tháng 8 năm 2009, cô phát hành album phòng thu thứ hai mang tên Breakthrough, trở thành album đầu tiên của cô mở đầu tại vị trí số 1 trên Billboard 200. Album được chứng nhận đĩa Vàng bởi RIAA. Vào tháng 7 năm 2011, cô tiếp tục phát hành album phòng thu thứ ba của mình, All of You. Vào tháng 10 năm 2012, cô cho ra mắt album Giáng sinh đầu tiên, Christmas in the Sand. Tính đến nay, Caillat đã bán ra 6 triệu album và 10 triệu đĩa đơn trên toàn thế giới.

## Album phòng thu
| Tựa đề                                                                        | Chi tiết album                                                                                    | Thứ hạng cao nhất | Thứ hạng cao nhất | Thứ hạng cao nhất | Thứ hạng cao nhất | Thứ hạng cao nhất | Thứ hạng cao nhất | Thứ hạng cao nhất | Thứ hạng cao nhất | Thứ hạng cao nhất | Thứ hạng cao nhất | Chứng nhận                                                        | Doanh số                                                   |
| Tựa đề                                                                        | Chi tiết album                                                                                    | Mỹ                | Úc                | Áo                | Bỉ                | Canada            | Pháp              | Đức               | Hà Lan            | New Zealand       | Thụy Sĩ           | Chứng nhận                                                        | Doanh số                                                   |
| ----------------------------------------------------------------------------- | ------------------------------------------------------------------------------------------------- | ----------------- | ----------------- | ----------------- | ----------------- | ----------------- | ----------------- | ----------------- | ----------------- | ----------------- | ----------------- | ----------------------------------------------------------------- | ---------------------------------------------------------- |
| Coco                                                                          | - Phát hành: 17 tháng 7 năm 2007 - Định dạng: CD, Tải nhạc số - Nhãn đĩa: Universal Republic      | 5                 | 13                | 26                | 22                | 12                | 15                | 15                | 11                | 12                | 23                | - Mỹ: · 2× Bạch kim - Úc: · Vàng - Pháp: · Vàng - Thụy Sĩ: · Vàng | - Toàn thế giới: 3,000,000 - Mỹ: 2,000,000 - Pháp: 100,000 |
| Breakthrough                                                                  | - Phát hành: 25 tháng 8 năm 2009 - Định dạng: CD, tải nhạc số - Nhãn đĩa: Universal Republic      | 1                 | 59                | 10                | 37                | 5                 | 23                | 9                 | 24                | 31                | 10                | - Mỹ: · Vàng                                                      |                                                            |
| All of You                                                                    | - Phát hành: 12 tháng 7 năm 2011 - Định dạng: CD, tải nhạc số - Nhãn đĩa: Universal Republic      | 6                 | 49                | 24                | 78                | 10                | 63                | 11                | 55                | —                 | 7                 |                                                                   | - Mỹ: 331,000                                              |
| Christmas in the Sand                                                         | - Phát hành: 23 tháng 10 năm 2012 - Các định dạng: CD, tải nhạc số - Nhãn đĩa: Universal Republic | 41                | —                 | —                 | —                 | —                 | —                 | —                 | —                 | —                 | —                 |                                                                   |                                                            |
| Gypsy Heart                                                                   | - Phát hành: 30 tháng 9 năm 2014 - Định dạng: CD, tải nhạc số - Nhãn thu âm: Republic             | 17                | —                 | —                 | 154               | —                 | —                 | —                 | —                 | —                 | 62                |                                                                   |                                                            |
| "—" Album không có mặt trên bảng xếp hạng hoặc không phát hành ở quốc gia đó. |                                                                                                   |                   |                   |                   |                   |                   |                   |                   |                   |                   |                   |                                                                   |                                                            |

## Đĩa mở rộng
| Radio Eins Performance: Live In Berlin                                        | - Phát hành: 28 tháng 9 năm 2007 - Định dạng: Tải nhạc số - Nhãn đĩa: Universal Republic         | —   |
| Coco: Summer Sessions                                                         | - Phát hành: 11 tháng 11 năm 2008 - Định dạng: EP, tải nhạc số - Nhãn đĩa: Universal Republic    | 176 |
| Napster Session                                                               | - Phát hành: 2 tháng 12 năm 2008 - Đinh dạng: Tải nhạc số - Nhãn đĩa: Universal Republic         | —   |
| Breakthrough: Acoustic Session                                                | - Phát hành: 11 tháng 1 năm 2009 - Định dạng: Digital download - Nhãn đĩa: Universal Republic    | —   |
| iTunes Session                                                                | - Phát hành: 26 tháng 1 năm 2010 - Các định dạng: EP, tải nhạc số - Nhãn đĩa: Universal Republic | 72  |
| iTunes Live                                                                   | - Phát hành: 14 tháng 2 năm 2012 - Định dạng: Tải nhạc số - Nhãn đĩa: Universal Republic         | 160 |
| Gypsy Heart (Side A)                                                          | - Phát hành: 9 tháng 6 năm 2014 - Định dạng: EP, tải nhạc số - Nhãn đĩa: Universal Republic      | 32  |
| "—" Album không có mặt trên bảng xếp hạng hoặc không phát hành ở quốc gia đó. |                                                                                                  |     |

### Album tổng hợp
| Tựa đề              | Chi tiết album                                                                               |
| ------------------- | -------------------------------------------------------------------------------------------- |
| Coco / Breakthrough | - Phát hành: 4 tháng 12 năm 2012 - Định dạng: CD, tải nhạc số - Nhãn đĩa: Universal Republic |

## Đĩa đơn

### Nghệ sĩ chính
| Đĩa đơn                                                                         | Năm  | Thứ hạng cao nhất | Thứ hạng cao nhất | Thứ hạng cao nhất | Thứ hạng cao nhất | Thứ hạng cao nhất | Thứ hạng cao nhất | Thứ hạng cao nhất | Thứ hạng cao nhất | Thứ hạng cao nhất | Thứ hạng cao nhất | Chứng nhận                                                           | Album                               |
| Đĩa đơn                                                                         | Năm  | Mỹ                | Adult             | Úc                | Áo                | Bỉ                | Canada            | Đức               | Hà Lan            | New Zealand       | Thụy Sĩ           | Chứng nhận                                                           | Album                               |
| ------------------------------------------------------------------------------- | ---- | ----------------- | ----------------- | ----------------- | ----------------- | ----------------- | ----------------- | ----------------- | ----------------- | ----------------- | ----------------- | -------------------------------------------------------------------- | ----------------------------------- |
| "Bubbly"                                                                        | 2007 | 5                 | 1                 | 1                 | 6                 | 2                 | 2                 | 10                | 3                 | 6                 | 11                | - Mỹ: · Bạch kim - Úc: · Bạch kim - Bỉ: · Vàng - New Zealand: · Vàng | Coco                                |
| "Mistletoe"                                                                     | 2007 | 75                | 7                 | —                 | —                 | —                 | 56                | —                 | —                 | —                 | —                 |                                                                      | —                                   |
| "Realize"                                                                       | 2008 | 20                | 6                 | —                 | —                 | —                 | 37                | —                 | 61                | —                 | —                 | - Mỹ: · Bạch kim                                                     | Coco                                |
| "The Little Things"                                                             | 2008 | —[A]              | 16                | —                 | 60                | 58                | —                 | 51                | 41                | —                 | —                 |                                                                      | Coco                                |
| "Somethin' Special"                                                             | 2008 | 98                | —                 | —                 | —                 | —                 | —                 | —                 | —                 | —                 | —                 |                                                                      | AT&T Team USA                       |
| "Lucky" (cùng Jason Mraz)                                                       | 2008 | 48                | 8                 | —                 | 44                | 55                | 56                | 22                | 8                 | —                 | 21                | - Mỹ: · Vàng - Canada: · Vàng                                        | We Sing. We Dance. We Steal Things. |
| "Fallin' for You"                                                               | 2009 | 12                | 2                 | 63                | 13                | 62                | 28                | 16                | 62                | 31                | 21                | - Mỹ: · Bạch kim                                                     | Breakthrough                        |
| "I Never Told You"                                                              | 2010 | 48                | 3                 | —                 | —                 | —                 | —                 | —                 | —                 | —                 | —                 | - Mỹ: · Vàng                                                         | Breakthrough                        |
| "I Do"                                                                          | 2011 | 23                | 7                 | —                 | 30                | 64                | —                 | 33                | —                 | —                 | —                 | - Mỹ: · Vàng                                                         | All of You                          |
| "Brighter Than the Sun"                                                         | 2011 | 47                | 2                 | 94                | 31                | —                 | 65                | 44                | —                 | —                 | 55                | - Mỹ: · Bạch kim                                                     | All of You                          |
| "Favorite Song" (hợp tác cùng Common)                                           | 2012 | —                 | 21                | —                 | —                 | —                 | —                 | —                 | —                 | —                 | —                 |                                                                      | All of You                          |
| "Christmas in the Sand"                                                         | 2012 | —                 | 16                | —                 | —                 | —                 | —                 | —                 | —                 | —                 | —                 |                                                                      | Christmas in the Sand               |
| "Hold On"                                                                       | 2013 | —[B]              | 13                | —                 | —                 | —                 | 67                | 55                | —                 | 25                | —                 |                                                                      | —                                   |
| "Try"                                                                           | 2014 | 55                | 36                | 67                | —                 | —                 | 56                | —                 | —                 | —                 | —                 |                                                                      | Gypsy Heart (Side A)                |
| "—" Đĩa đơn không có mặt trên bảng xếp hạng hoặc không phát hành ở quốc gia đó. |      |                   |                   |                   |                   |                   |                   |                   |                   |                   |                   |                                                                      |                                     |

### Nghệ sĩ khách mời
| "You" (Schiller hợp tác cùng Colbie Caillat)                                    | 2008 | 64 | 19 | Sehnsucht    |
| "If the Moon Fell Down" (Chase Coy hợp tác cùng Colbie Caillat)                 | 2010 | —  | —  | Picturesque  |
| "So in Love" (Ted Lennon hợp tác cùng Jack Johnson và Colbie Caillat)           | 2012 | —  | —  | —            |
| "Puzzle Pieces" (Justin Young hợp tác cùng Colbie Caillat)                      | 2012 | —  | —  | —            |
| "Please, Please Stay" (Lucky Uke hợp tác Colbie Caillat)                        | 2012 | —  | —  | —            |
| "Watch the World End" (Trace Adkins hợp tác cùng Colbie Caillat)                | 2013 | —  | —  | Love Will... |
| "—" Đĩa đơn không có mặt trên bảng xếp hạng hoặc không phát hành ở quốc gia đó. |      |    |    |              |

### Đĩa đơn quảng bá
| "Tailor Made"                                                                   | 2008 | —  | Coco                                  |
| "Dreams Collide"                                                                | 2008 | 96 | Coco                                  |
| "Midnight Bottle"                                                               | 2008 | —  | Coco                                  |
| "It's My Party" (The Playboy Club hợp tác cùng Colbie Caillat)                  | 2011 | —  | —                                     |
| "We Both Know" (hợp tác cùng Gavin DeGraw)                                      | 2013 | —  | Safe Haven                            |
| "When the Darkness Comes"                                                       | 2013 | —  | The Mortal Instruments: City of Bones |
| "—" Đĩa đơn không có mặt trên bảng xếp hạng hoặc không phát hành ở quốc gia đó. |      |    |                                       |

## Bài hát khác
| "Have Yourself a Merry Little Christmas"                                        | 2009 | —  | 12 | A Very Special Christmas 7 |
| "Breathe" (Taylor Swift hợp tác cùng Colbie Caillat)                            | 2008 | 87 | —  | Fearless                   |
| "What If"                                                                       | 2011 | 77 | —  | All of You                 |
| "—" Đĩa đơn không có mặt trên bảng xếp hạng hoặc không phát hành ở quốc gia đó. |      |    |    |                            |

## Những lần xuất hiện khác
| Tựa đề                                   | Năm  | Nghệ sĩ khác   | Album                          |
| ---------------------------------------- | ---- | -------------- | ------------------------------ |
| "Kiss the Girl"                          | 2008 | —              | Disneymania 6                  |
| "Breathe"                                | 2008 | Taylor Swift   | Fearless                       |
| "Hoy Me Voy"                             | 2008 | Juanes         | La Vida... Es Un Ratico        |
| "Here Comes the Sun" (version 1)         | 2009 | —              | Imagine That                   |
| "Here Comes the Sun" (version 2)         | 2009 | Mikal Blue     | Imagine That                   |
| "Have Yourself A Merry Little Christmas" | 2009 | —              | A Very Special Christmas Vol.7 |
| "I Was Made for Sunny Days"              | 2010 | The Weepies    | Be My Thrill                   |
| "Maria"                                  | 2010 | —              | Levi's Pioneer Sessions        |
| "BulletProof Vest"                       | 2010 | Dave Stewart   | The Blackbird Diaries          |
| "Entre Tus Alas"                         | 2011 | Camila         | Dejarte de Amar                |
| "Fine By Me"                             | 2012 | Andy Grammer   | Live from L.A.                 |
| "All About You"                          | 2012 | Jerrod Niemann | Free the Music                 |
| "Have I Told You Lately That I Love You" | 2012 | Keith Harkin   | Keith Harkin                   |

## Video ca nhạc
| Tựa đề                           | Năm  | Đạo diễn                       | Ghi chú                                      |
| -------------------------------- | ---- | ------------------------------ | -------------------------------------------- |
| "Bubbly"                         | 2007 | Liz Friedlander                |                                              |
| "Realize"                        | 2007 | Philip Andelman                |                                              |
| "The Little Things"              | 2008 | Darren Doane                   |                                              |
| "The Little Things" (US version) | 2008 | Josh Karchmer                  |                                              |
| "Kiss the Girl"                  | 2008 | Declan Whitebloom              |                                              |
| "You"                            | 2008 | Marcus Sternberg               | Góp mặt vào video ca nhạc của Schiller.      |
| "Lucky"                          | 2009 | Darren Doane                   |                                              |
| "Fallin' for You"                | 2009 | The Malloys                    |                                              |
| "If the Moon Fell Down"          | 2010 | Jessica Bailis                 | Góp mặt trong video ca nhạc của Chase Coy    |
| "I Never Told You"               | 2010 | Roman White                    |                                              |
| "25 Days of Christmas"           | 2010 | —                              |                                              |
| "I Do"                           | 2011 | Ethan Lader                    |                                              |
| "Brighter Than the Sun"          | 2011 | Emil Nava                      |                                              |
| "No Lies"                        | 2011 | Nathanael Matanick             | Góp mặt trong video ca nhạc của Jason Reeves |
| "Favorite Song"                  | 2012 | Jay Martin                     |                                              |
| "Fine By Me"                     | 2012 | Andy Grammer                   | Góp mặt trong video ca nhạc của Andy Grammer |
| "Puzzle Pieces"                  | 2012 | —                              | Góp mặt trong video ca nhạc của Justin Young |
| "Christmas in the Sand"          | 2012 | Roman White                    |                                              |
| "We Both Know"                   | 2013 | Roman White                    | Góp mặt trong video ca nhạc của Gavin DeGraw |
| "Watch the World End"            | 2013 | Emily Hawkins                  | Góp mặt trong video ca nhạc của Trace Adkins |
| "Hold On"                        | 2014 | Cameron Duddy and Harper Smith |                                              |
| "Try"                            | 2014 | Roman White                    |                                              |